# Казармы Кавалергардского полка
Казармы Кавалергардского полка — памятник архитектуры. Расположен в Санкт-Петербурге, современный адрес — Шпалерная улица, 41, Потёмкинская улица, 1.
Комплекс занимал почти весь квартал между Шпалерной, Захарьевской, Потёмскинской улицами и проспектом Чернышевского. Изначально на этом месте было несколько участков, принадлежавших частным лицам и «запасному придворному двору», построенному в XVIII веке. Постройка зданий под руководством Л. Руска началась не позднее 1800 года и шла несколько лет. Левая сторона Шпалерной улицы изначально не была застроена, площадь простиралась до Невы, где брали воду, здесь стояли навесы для повозок и полкового снаряжения.

## Сохранившиеся здания
Трёхэтажный главный корпус комплекса («шефский дом», квартиры шефа полка и подполковников, по краям на третьем этаже — жильё для офицеров; также жильё для них в двухэтажных зданиях было по Захарьевской улице) расположен на Шпалерной улице. Здание строго симметрично, к центральному семиосному объёму примыкают боковые крылья (в которых размещались казармы для солдат; здания были позднее перестроены). Фасад украшен стоящим на аркаде первого этажа портиком в восемь дорических колонн. Назначение здания подчёркнуто скульптурами Марса и Беллоны. Внутри здания сохранились тяжёлые сводчатые перекрытия, лестницы на каменных столбах-устоях.
Здание манежа обращено на Потёмкинскую улицу, портик украшен восьмью дорическими колоннами, сближенными попарно и украшенными в нижней части рустами. Внутри здание было неоднократно перепланировано.
Со стороны Захарьевской улицы к зданию Кавалергардского манежа примыкают здания кузницы и конюшен. Также к этому комплексу относится выявленный объект культурного наследия — дом по Захарьевской улице, 37. Это бывший дом хозяйственных служб; здание было длиннее, сохранилась та его часть, которая была госпиталем.
Предположительно были позднее достроены в качестве казарменных зданий, но не входят в охраняемый комплекс дома по Шпалерной улице, 38 (в 1896 году перестроен в стиле эклектики Б. И. Сегеном, изначально — придворный водочный, медовый и свечной завод, потом двухэтажный Запасной жилой дом для чиновников Придворной конторы, после передачи полку и до 1917 года — офицерский корпус, в том числе с 1856 года приют для девочек нижних чинов лейб-гвардии Кавалергардского полка), 40 (эклектика, 1852 год, построен Б. И. Сегеном, используется как бизнес-центр), 40А (бизнес-центр, перестроен в 1991—1992 годах), 53 (здание перестроено и надстроено двумя этажами в конце 1970-х годов).

## Утраченные здания
К зданиям конюшен и кузницы примыкала Церковь святых Захарии и Елизаветы, построенная изначально из дерева в 1740е годы и перестроенная в стиле необарокко в 1897—1899 годах Л. Н. Бенуа.
Также корпус с чугунными горельефами лошадиных голов располагался на месте дома по Шпалерной улице, 42А.

### Церковь святых Захарии и Елизаветы

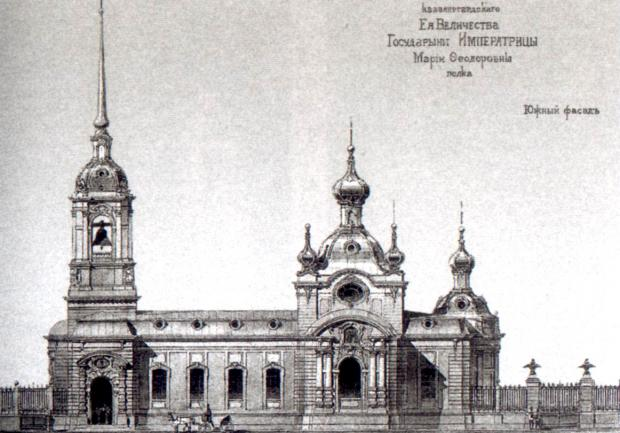
Южный фасад, 1900 год

С 5 марта 1743 у Кавалергардского полка была походная Введенская церковь, Захарьевская церковь была получена полком вместе с участком Запасного двора. 9 августа 1752 года был издан указ о постройке каменной церкви с двухъярусной колокольней, в которую была привезена утварь из Москвы. 3 сентября 1753 года на освящении присутствовала Елизавета Петровна. В 1762 году Екатерина II приказала полку молиться по местонахождению её двора, но храм оставили открытым для прочей паствы. В 1779 году главный иконостас церкви заменили, прежний двухъярусный атласный сначала оставался на хорах (по преданию, он был привезён в XVI веке из Греции и сопровождал Ивана Грозного при походах на Казань), в 1844 году его передали в Оружейную палату. В 1834 году храм заново отделали, в 1855—1858 годах К. К. Циглер по проекту А. И. Штакеншнейдера перестроил здание, сделав хоры, установив новый иконостас, построив колокольню; новое освящение состоялось 1 октября 1858 года. В 1896 году началась новая перестройка по плану Л. Н. Бенуа, от здания остались только стены; 16 мая 1897 прошла торжественная закладка, 14 января 1899 года военный протопресвитер А. А. Желобовский провёл освящение.
Церковь вмещала 1500 человек, на колокольне был высокий шпиль. Пол был покатым, чтобы служба была хорошо видна с любого места. Внутреннюю лепку исполнил П. С. Козлов, колокола были отлиты на заводе Орлова, серебряный престол в 13 пудов и серебряные лампады (по рисунку Е. А. Сабанеева) исполнила фирма Фаберже, бронзовые светильники отлил мастер Н. А. Мельцер, мраморный престол сделала мастерская Ботта. Освещение шло от бронзового паникадила 1834 года создания. Храм был богато украшен, в нём размещались штандарты, мундиры, георгиевские кресты и медали, у стены был памятник павшим в войне 1812 года. Эскизы мозаичных икон «Воскресение Христово» и «Св. Александр Невский» выполнил в 1891 году М. В. Нестеров.
2 декабря 1902 года прошло малое освящение после очередного ремонта.
В 1903—1910 годах настоятелем был Евгений Петрович Аквилонов, последним настоятелем перед революцией — Стефан Васильевич Щербаковский.
В 1905 году в Красном Селе был построен деревянный Казанский храм в летнем лагере полка, приписанный к этой церкви.
После революции полк расформировали, летом 1918 года церковь получила статус приходской. 1 августа 1935 года была закрыта, потом использовалась как спортзал, полностью снесена в 1948 году, на её месте построен корпус Военного инженерно-технического университета.

## Галерея

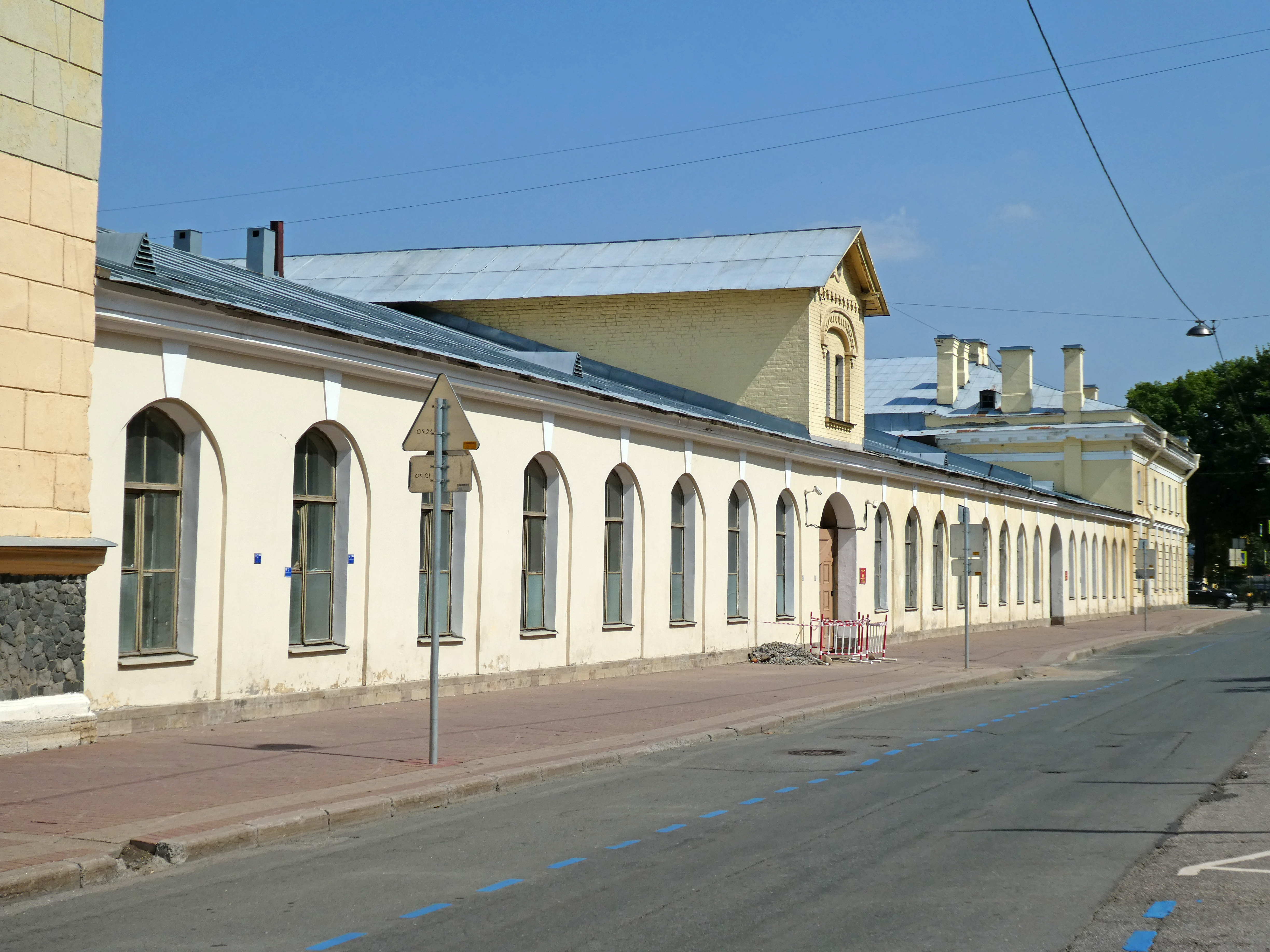
Конюшни и кузница
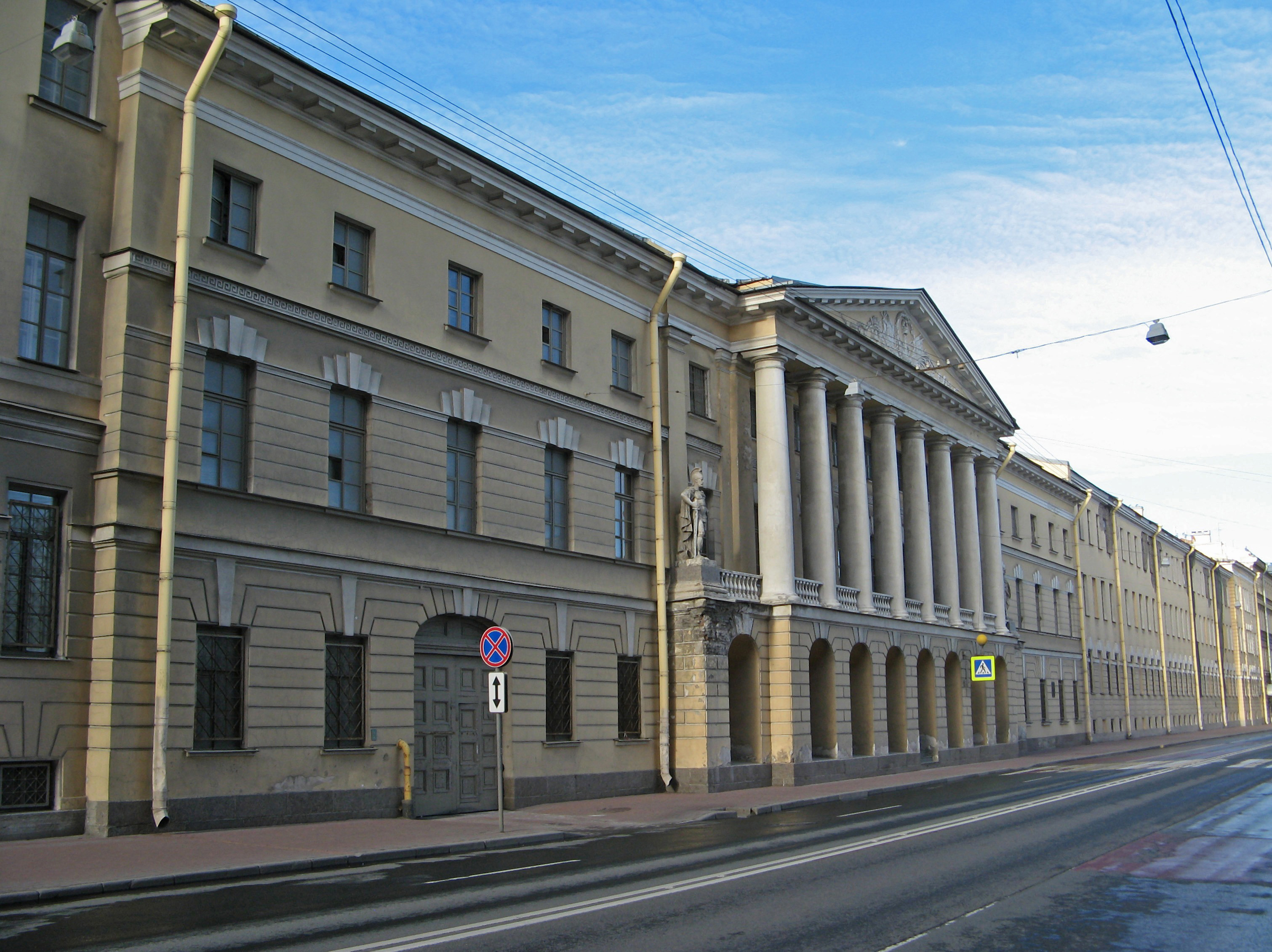
«Шефский дом», за которым видно перестроенное крыло солдатских казарм
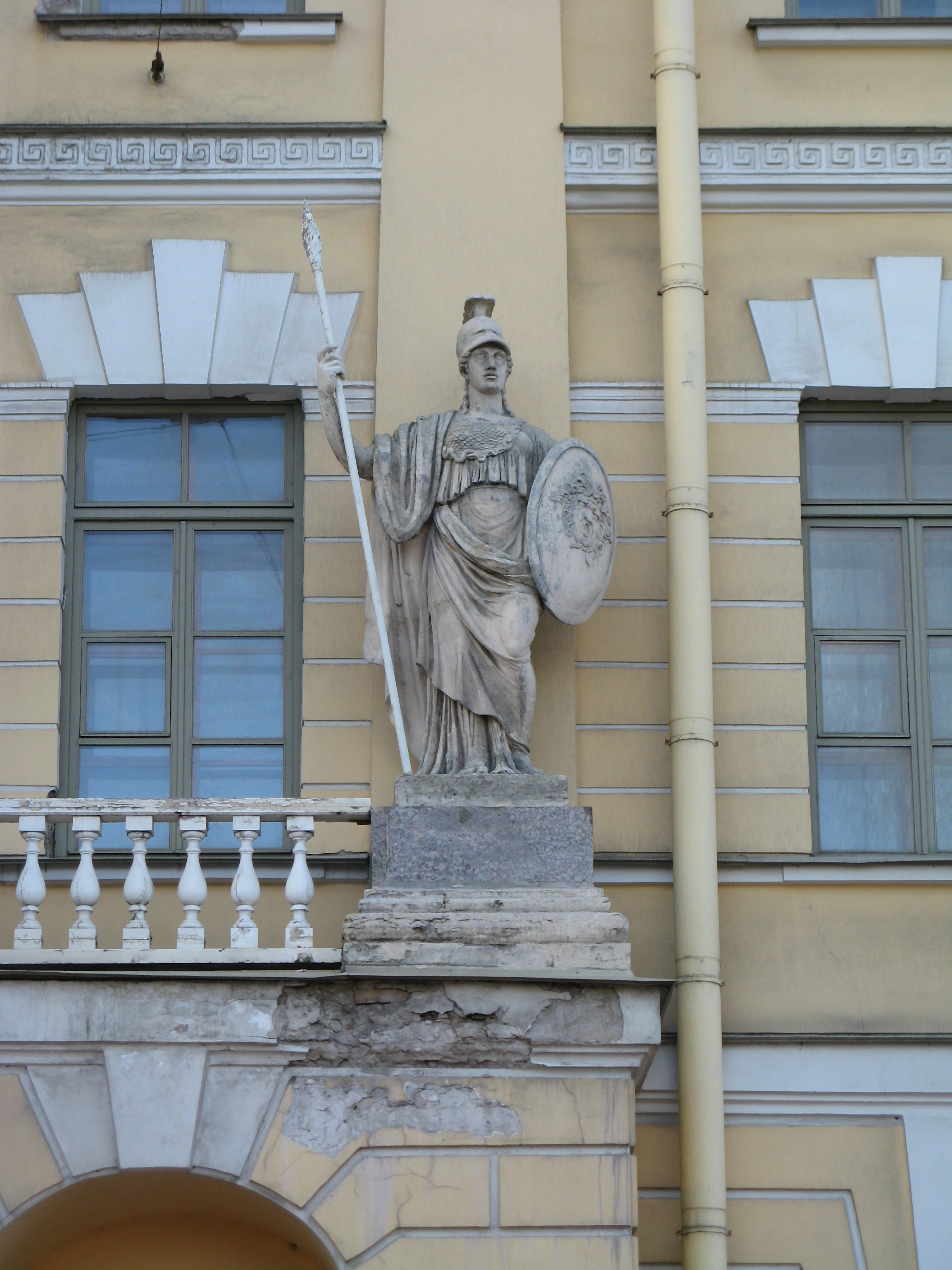
Беллона
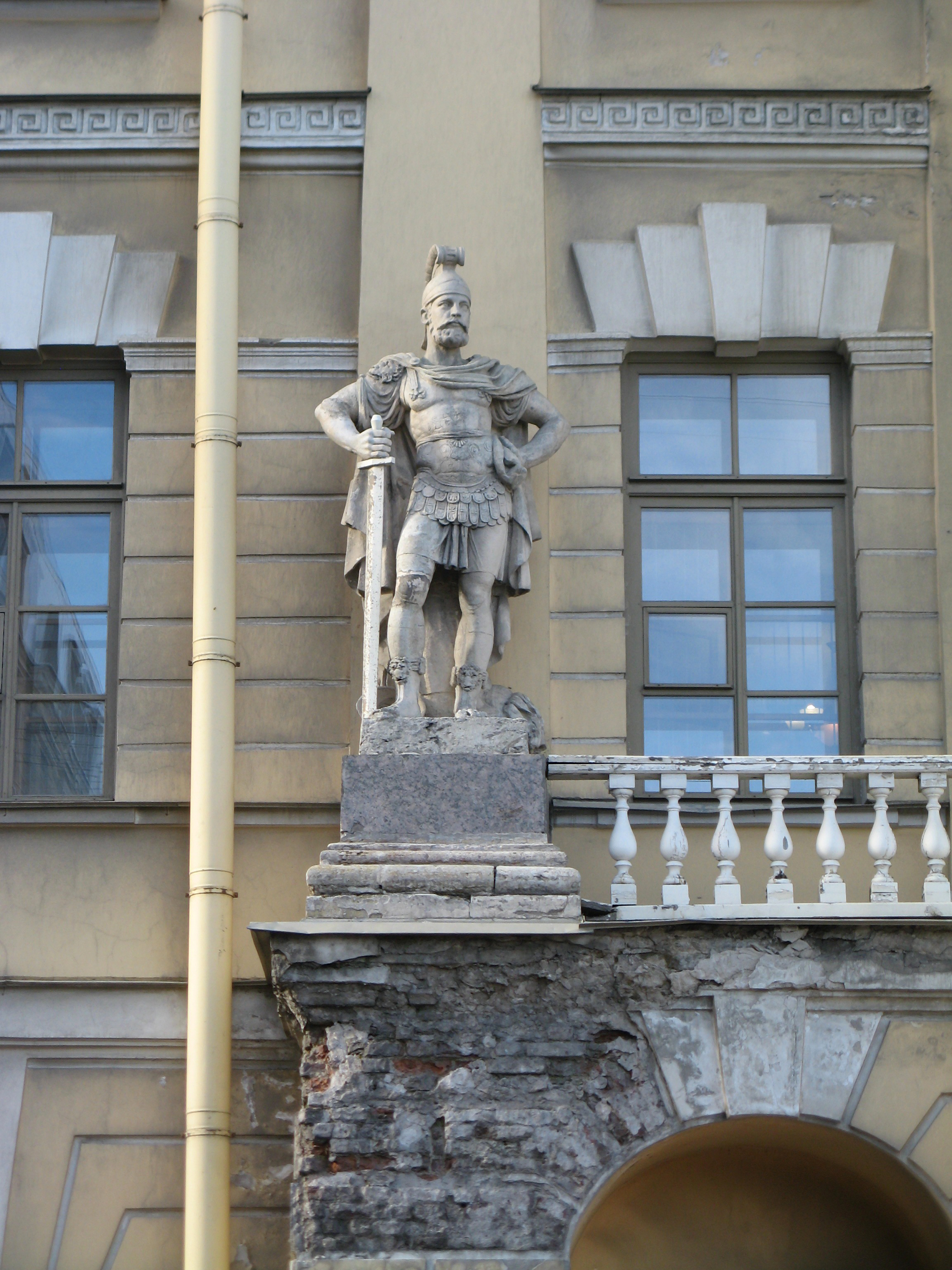
Марс
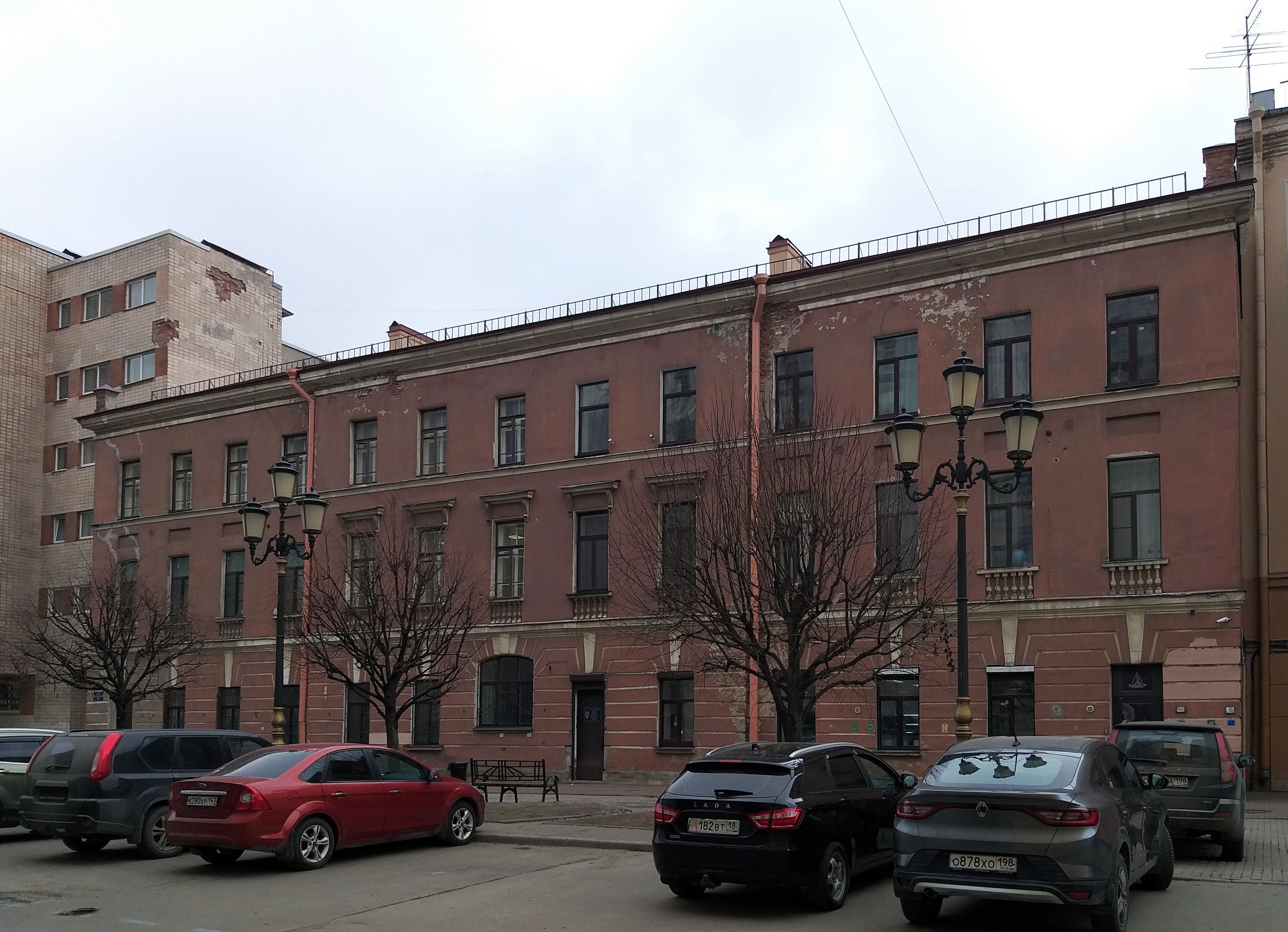
Служебное здание Кавалергардского полка, Захарьевская улица, 37